# Нова Весь (гміна Слупія)
Нова Весь (пол. Nowa Wieś) — село в Польщі, у гміні Слупія Єнджейовського повіту Свентокшиського воєводства.
Населення — 264 особи (2011).
У 1975-1998 роках село належало до Келецького воєводства.

## Демографія
Демографічна структура на день 31 березня 2011 року:
|          | Загалом | Допрацездатний вік | Працездатний вік | Постпрацездатний вік |
| -------- | ------- | ------------------ | ---------------- | -------------------- |
| Чоловіки | 129     | 24                 | 85               | 20                   |
| Жінки    | 135     | 20                 | 71               | 44                   |
| Разом    | 264     | 44                 | 156              | 64                   |